# Jan Kanty Pawluśkiewicz
Jan Kanty Pawluśkiewicz (sinh ngày 13 tháng 10 năm 1942 tại Nowy Targ) là một nhà soạn nhạc và nhạc công người Ba Lan. Ông nổi tiếng với màn kết hợp cùng nam ca sĩ Marek Grechuta và các sáng tác cho sân khấu và điện ảnh.

## Tiểu sử
Jan Kanty Pawluśkiewicz theo học âm nhạc và kiến trúc tại Đại học Bách khoa ở Kraków. Tại đây, ông cùng Marek Grechuta sáng lập nên cabaret sinh viên mang tên Anawa vào năm 1967. Trong thập niên 1970, Jan Kanty Pawluśkiewicz bắt đầu sáng tác các ca khúc cho cabaret Piwnica pod Baranami.
Jan Kanty Pawluśkiewicz cũng tham gia tổ chức và sáng tác cho các tác phẩm sân khấu tại Nhà hát Stary và Nhà hát Scena STU ở Kraków, Nhà hát Quốc gia và Nhà hát Powszechny ở Warsaw. Ông cùng K. Jasiński và Marek Grechuta là các tác giả của phần chuyển thể âm nhạc cho tác phẩm Szalona Lokomotywa (The Crazy Locomotive) của nhà biên kịch Stanisław Witkiewicz vào năm 1977. Jan Kanty Pawluśkiewicz là đồng tác giả của vở opera Kur zapiał (A rooster crowed) vào năm 1980 và vở Opera żebracza (Beggar's Opera) vào năm 1991. Ngoài ra, ông còn được biết đến nhờ vào việc sáng tác cho nhiều phim ngắn và phim điện ảnh của các đạo diễn như Krzysztof Kieślowski, Feliks Falk, Agnieszka Holland và Márta Mészáros.